# Campionati del mondo di four-cross - Gara maschile
Il four-cross maschile è una delle due prove inserite nel programma dei campionati del mondo di four-cross.
Inizialmente inclusa nei campionati del mondo di mountain bike, si svolse all'interno di questa rassegna dall'edizione 2002 all'edizione 2012. Dal 2013 al 2015 e di nuovo dal 2017 la prova si svolge all'interno dei campionati del mondo di four-cross, mentre nel 2016 si è svolta insieme alle gare iridate di downhill e trial.

## Albo d'oro
Aggiornato all'edizione 2018.
| Anno | Vincitore          | Secondo            | Terzo            |
| ---- | ------------------ | ------------------ | ---------------- |
| 2002 | Brian Lopes        | Cédric Gracia      | Eric Carter      |
| 2003 | Michal Prokop      | Eric Carter        | Brian Lopes      |
| 2004 | Eric Carter        | Mickael Deldycke   | Michal Prokop    |
| 2005 | Brian Lopes        | Jared Graves       | Mickael Deldycke |
| 2006 | Michal Prokop      | Roger Rinderknecht | Guido Tschugg    |
| 2007 | Brian Lopes        | Romain Saladini    | Jurg Meijer      |
| 2008 | Rafael Álvarez     | Roger Rinderknecht | Mickael Deldycke |
| 2009 | Jared Graves       | Romain Saladini    | Jakub Riha       |
| 2010 | Tomáš Slavík       | Jared Graves       | Michal Prokop    |
| 2011 | Michal Prokop      | Roger Rinderknecht | Joost Wichman    |
| 2012 | Roger Rinderknecht | Michael Měchura    | Tomáš Slavík     |
| 2013 | Joost Wichman      | Michael Měchura    | Quentin Derbier  |
| 2014 | Tomáš Slavík       | Michael Měchura    | Simon Waldburger |
| 2015 | Aiko Göhler        | Luke Cryer         | Benedikt Last    |
| 2016 | Mitja Ergaver      | Hannes Slavik      | Luke Cryer       |
| 2017 | Felix Beckeman     | Quentin Derbier    | Giovanni Pozzoni |
| 2018 | Quentin Derbier    | Tomáš Slavík       | Mikuláš Nevrkla  |
| 2019 | Romain Mayet       | Elliot Heap        | Félix Beckeman   |

## Medagliere
| Pos.   | Nazione       | Oro | Argento | Bronzo | Totale |
| ------ | ------------- | --- | ------- | ------ | ------ |
| 1      | Rep. Ceca     | 5   | 4       | 5      | 14     |
| 2      | Stati Uniti   | 4   | 1       | 2      | 7      |
| 3      | Francia       | 1   | 5       | 3      | 9      |
| 4      | Svizzera      | 1   | 3       | 1      | 5      |
| 5      | Australia     | 1   | 2       | 0      | 3      |
| 6      | Germania      | 1   | 0       | 2      | 3      |
| 6      | Paesi Bassi   | 1   | 0       | 2      | 3      |
| 8      | Slovenia      | 1   | 0       | 0      | 1      |
| 8      | Spagna        | 1   | 0       | 0      | 1      |
| 8      | Svezia        | 1   | 0       | 0      | 1      |
| 11     | Gran Bretagna | 0   | 1       | 1      | 2      |
| 12     | Austria       | 0   | 1       | 0      | 1      |
| 13     | Italia        | 0   | 0       | 1      | 1      |
| Totale | Totale        | 17  | 17      | 17     | 51     |

| Pos. | Atleta             | Oro | Argento | Bronzo | Totale |
| ---- | ------------------ | --- | ------- | ------ | ------ |
| 1    | Michal Prokop      | 3   | 0       | 2      | 4      |
| 2    | Brian Lopes        | 3   | 0       | 1      | 4      |
| 3    | Tomáš Slavík       | 2   | 1       | 1      | 4      |
| 4    | Roger Rinderknecht | 1   | 3       | 0      | 4      |
| 5    | Jared Graves       | 1   | 2       | 0      | 3      |
| 6    | Eric Carter        | 1   | 1       | 1      | 3      |
| 7    | Quentin Derbier    | 1   | 1       | 0      | 2      |
| 8    | Joost Wichman      | 1   | 0       | 1      | 2      |
| 9    | Rafael Álvarez     | 1   | 0       | 0      | 1      |
| 9    | Felix Beckeman     | 1   | 0       | 0      | 1      |
| 9    | Mitja Ergaver      | 1   | 0       | 0      | 1      |
| 9    | Aiko Göhler        | 1   | 0       | 0      | 1      |